# Guia Circuit
Guia Circuit — уличная трасса, расположенная в юго-восточной части полуострова Макао в одноимённом специальном административном районе Китая.

## Общая информация
Трасса наиболее известна как место проведения этапа FIA WTCC и одной из международных гонок Формулы-3.
Трек является типичной городской трассой, состоя из относительно коротких прямых, перемежаемых крутыми поворотами и короткими ускорениями, поэтому автомобили настраиваются на высокую прижимную силу. Аомыньскому кольцу присущи и другие типичные характеристики: гонщики часто жалуются на ухабистость и узость трека, что часто затрудняет обгоны.
Однако у Guia Circuit есть и свои неповторимые особенности: из-за особенностей местности перепад высот между самой высокой и самой низкой точками трассы переваливает за 30 метров; необычайно длинная (по сравнению с современными стандартами) стартовая прямая позволяет даже технике Ф3 развивать скорости под 260 км/ч.
Все эти характеристики делают трассу одной из самых сложных в мире с точки зрения пилотажа: пилоту и команде необходимо так настроить автомобиль, чтобы в течение короткого промежутка времени быть максимально конкурентоспособным и при подъёме на холм, и при пересечении узких извилистых участков, и при проезде длинных сверхскоростных прямых.

## История трассы
Гран-при Макао первоначально было задумано в 1954 году, как охота на сокровища вокруг улиц города, но вскоре было предложено что можно провести любительское гоночное соревнование для местных энтузиастов. Гонка продолжалась как любительская до 1966 года, когда бельгийский гонщик Мауро Бьянки заявился в гонку на болиде Renault, для повышения имиджа Рено в Гонконге. Позже число профессиональных команд было всё больше.
Мотогонка была представлена в 1967 году, и в том году произошла первая авария с летальным исходом на Гран-при: двукратный чемпион Доджи Лаурел умер, после того как он потерял контроль над машиной и разбился. В связи с этим начались разговоры по поводу повышения безопасности на трассе.

### Конфигурация

Схема Guia Circuit

В отличие от своих многих собратьев, Guia Circuit почти не изменился со времён принятие своей первой официальной гонки. Одно из наиболее крупных изменений произошло в 1993 году, когда пит-лейн и паддок были перенесены в другое место. Конфигурация трассы при этом не менялась.
Наиболее узкая часть трассы — шпилька Melco — имеет ширину лишь 7 метров.
Барьеры безопасности, окружающий гоночное полотно на всём его протяжении, окрашены в жёлто-чёрные цвета.
В первые годы вблизи водохранилища находилась гравийная ловушка. Позже её территория была занята новым пит-комплексом.

### Соревнования
Главный уик-энд года по своему уникален, включая в себя одновременно мотоциклетный, кузовной и формулический этап. Помимо этого трасса время от времени принимает различные мелкие соревнования любителей моторных видов спорта из юго-восточной Азии.

### Трибуны
Ныне существуют две главные трибуны для зрителей: одна из них располагается вдоль пит-лейн, а вторая — вдоль поворота Лиссабон. Последний является главным для совершения обгонов на стартовом отрезке трассы. Помимо того, что это место является первым серьёзным торможением трека, дополнительным фактором для увеличения обгонов является то, что помимо самого 90-градусного поворота, трасса в этом месте также допускает существенное сужение. В этом месте на стартовых кругах нередки массовые аварии. В связи с этим цены на билеты на эту трибуну обычно существенно выше.
Помимо стационарных трибун болельщики также заполняют прилегающие к трассе дорожки и участки местности.